# Kiesariani (gmina)
Kiesariani (gr. Δήμος Καισαριανής, Dimos Kiesarianis) – gmina w Grecji, w administracji zdecentralizowanej Attyka, w regionie Attyka, w jednostce regionalnej Ateny-Sektor Centralny. Siedzibą gminy jest Kiesariani. W jej skład wchodzi ponadto miejscowość Wlitikos Statmos. W 2011 roku liczyła 26 458 mieszkańców.